# 大槌町立安渡小学校
大槌町立安渡小学校（おおつちちょうりつ あんどしょうがっこう）は、岩手県上閉伊郡大槌町安渡に所在した公立小学校。2011年4月時点の児童数は39名。

## 沿革
- 1876年 - 公立安渡学校創設
- 1886年 - 大槌町尋常高等小学校安渡分教場と改称
- 1892年 - 安渡尋常小学校と改称
- 1928年 - 現在地に移転
- 1941年 - 国民学校令により、安渡国民学校と改称
- 1947年 - 学制改革により、安渡小学校と改称
- 2011年 - 3月11日の東北地方太平洋沖地震により校舎は避難所となり、同年4月から大槌北小学校、赤浜小学校と共に吉里吉里小学校を間借りして授業を行った[1]。
- 2013年 - 4月　大槌町の大槌、赤浜、大槌北の各小学校と合併して、新生・大槌小学校ができたために閉校。

## 学習
鮭の採卵、稚魚の放流などの学習を行っていた。

## 校歌
作詞:小田島孤舟、作曲:下総皖一